# M242 Bushmaster
El M242 Bushmaster es un cañón de cadena de 25 mm de fabricación estadounidense que utiliza munición 25 x 137. Es ampliamente usado por las Fuerzas Armadas de los Estados Unidos, así como por varias fuerzas de la OTAN y algunos otros países en vehículos terrestres y buques de guerra.

## Operadores

### UsuariosOTAN
- Alemania
- Canadá
- España
- Francia
- Noruega
- Estados Unidos
- Reino Unido

### Usuarios no-OTAN
- Australia[1]
- Nueva Zelanda
- Chile
- Filipinas
- Suiza
- Colombia
- Irlanda
- Israel
- Singapur
- Perú
- Sri Lanka
- Malasia
- México:Instalada en torretas Helio Mirror FVT900-6 en los vehículos de reconocimiento DN-V TORO.

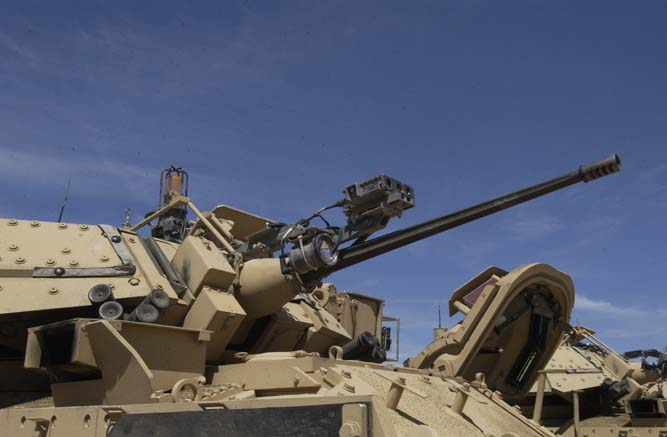
El Enhanced M242 en el M2 Bradley.
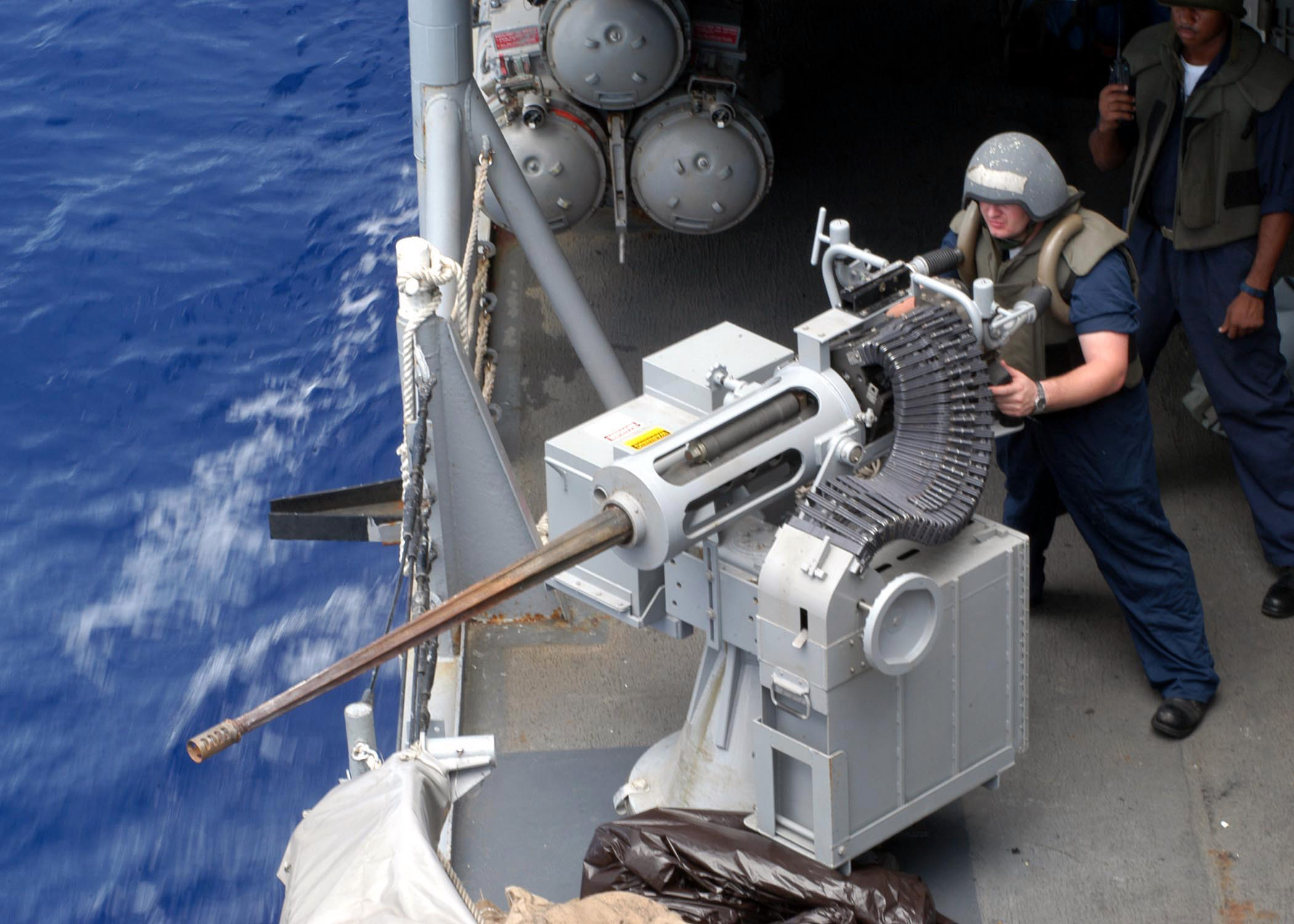
El Mk 38 (una versión naval del M242).